# Захария Михайлович
Захария Михайлович (ум. 1335 г.) — новгородский посадник в 1332 г.

## Посадничество
Посадничество Захария Михайлович получил в результате восстания в Новгороде крамольников под 1332 г. У Фёдора Ахмыла была отнята эта должность, а Захарию она отдана. Восстание сопровождалось также грабежом двора Семёна Судокова и сёл его брата Сенифонта. В том же году, после прихода в Новгородскую землю князя Ивана Калиты, Захария лишается посадничества, а новым посадником назначен Матвей Варфоломеевич. Предполагается, что он мог умереть около 1335 г.

## Семья
1. Павша Онаньинич
  1. Михаил Павшинич
    1. Захария Михайлович
      1. Андреян Захарьинич
      2. Есиф Захарьинич
        1. Афанасий Есифович Свекла
        2. Василий Есифович Нос